# Arnoldo Iguarán
Arnoldo Iguarán, né le 18 janvier 1957 à Riohacha (Colombie), est un footballeur colombien, qui évoluait au poste d'attaquant au Cúcuta Deportivo, au Deportivo Táchira FC, au Deportes Tolima et à Millonarios ainsi qu'en équipe de Colombie.

## Biographie
Iguarán demeure l'un des meilleurs attaquants colombiens avec ses 25 buts (en 68 sélections entre 1979 et 1993) qui font de lui le troisième meilleur buteur de l'histoire de la sélection colombienne (derrière Radamel Falcao).
Il dispute notamment trois rencontres du Mondial 90 en Italie et participe également à la Copa América en 1979, 1983, 1987, 1989 et 1991.

## Carrière
- 1978-1981 :  Cúcuta Deportivo
- 1982 :  Deportivo Táchira FC
- 1982 :  Deportes Tolima
- 1983-1995 :  Millonarios
- 1995-1997 :  Cúcuta Deportivo[1]

## Statistiques

### En sélection nationale
| Saison                | Sélection             | Phases finales        | Phases finales | Phases finales | Éliminatoires CDM | Éliminatoires CDM | Matchs amicaux | Matchs amicaux | Total | Total |
| Saison                | Sélection             | Compétition           | M              | B              | M                 | B                 | M              | B              | M     | B     |
| --------------------- | --------------------- | --------------------- | -------------- | -------------- | ----------------- | ----------------- | -------------- | -------------- | ----- | ----- |
| 1978-1979             | Colombie              | Copa América 1979     | 4              | 1              | -                 | -                 | 4              | 0              | 8     | 1     |
| 1982-1983             | Colombie              | Copa América 1983     | 4              | 0              | -                 | -                 | 1              | 0              | 5     | 0     |
| 1984-1985             | Colombie              | -                     | -              | -              | 4                 | 0                 | 10             | 3              | 14    | 3     |
| 1986-1987             | Colombie              | Copa América 1987     | 3              | 4              | -                 | -                 | 2              | 0              | 5     | 4     |
| 1987-1988             | Colombie              | -                     | -              | -              | -                 | -                 | 5              | 3              | 5     | 3     |
| 1988-1989             | Colombie              | Copa América 1989     | 4              | 3              | -                 | -                 | 4              | 3              | 8     | 6     |
| 1989-1990             | Colombie              | Coupe du monde 1990   | 3              | 0              | 6                 | 4                 | 7              | 1              | 16    | 5     |
| 1990-1991             | Colombie              | Copa América 1991 4e  | 4              | 2              | -                 | -                 | 2              | 1              | 6     | 3     |
| 1992-1993             | Colombie              | Copa América 1993     | -              | -              | -                 | -                 | 1              | 0              | 1     | 0     |
| Total sur la carrière | Total sur la carrière | Total sur la carrière | 22             | 10             | 10                | 4                 | 36             | 11             | 68    | 25    |

## Palmarès

### En équipe nationale
- 68 sélections et 25 buts avec l'équipe de Colombie entre 1979 et 1993
- Troisième de la Copa América 1987

### Avec Deportivo Táchira FC
- Vainqueur du Championnat du Venezuela en 1982

### Avec Millonarios
- Vainqueur du Championnat de Colombie en 1987 et 1988